# Liste der australischen Hochkommissare in Pakistan
Liste der Leiter der australischen Auslandsvertretung in Pakistan.
Die Australian High Commission befindet sich in der Diplomatic Enclave No.1, Sector G-5/4, Islamabad.

## Geschichte
Die australian High Commission befand sich bis 20. August 1968 in Karatschi.
Von 20. August 1968 bis 8. September 1969 befand sich die australian High Commission in 34, Haider Road, Rawalpindi.
Seit 8. September 1969 befindet sich die australische Auslandsvertretung in Islamabad.
In der Zeit als Pakistan aus dem Commonwealth of Nations ausgetreten war, von 31. Januar 1972 bis 1. Oktober 1989, waren die Leiter der australischen Auslandsvertretung in Pakistan als Botschafter akkreditiert.
Bis 1980 war der Leiter der Auslandsvertretung in Pakistan regelmäßig bei der Regierung in Kabul als Botschafter akkreditiert
| Ernannt       | Name                       | Bemerkungen | ernannt während der Regierung von | akkreditiert während der Regierung von | Posten verlassen |
| ------------- | -------------------------- | --- | --------------------------------- | -------------------------------------- | ---------------- |
| 8. März 1948  | John Mill McMillan         | Geschäftsträger | Ben Chifley                       | Khawaja Nazimuddin                     |                  |
| 18. Mai 1949  | John Egerton Oldham        | (* 7. Dezember 1902 in St. Kilda) Sohn von Arthur E. Oldham, | Robert Menzies                    | Khawaja Nazimuddin                     |                  |
| 13. März 1952 | Leslie Beavis              | (* 25. Januar 1895) | Robert Menzies                    | Ghulam Muhammad                        |                  |
| 24. Juli 1954 | Walter Joseph Cawthorn     | | Robert Menzies                    | Ghulam Muhammad                        |                  |
| 28. Jan. 1959 | Roden Cutler               | | Robert Menzies                    | Mohammed Ayub Khan                     |                  |
| 26. Sep. 1961 | John Charles George Kevin  | [ 1 ] | Robert Menzies                    | Mohammed Ayub Khan                     |                  |
| 16. Okt. 1962 | David Williamson McNicol   | (* 20. Juni 1913 in Adelaide) | Robert Menzies                    | Mohammed Ayub Khan                     |                  |
| 11. Feb. 1966 | Trevett Wakeham Cutts      | (* 8. Mai 1914 in Mildura); Sohn von H. W. Cutts. besuchte die Melb. High & Univ.; wurde Barrister &Solr. Supreme Ct. Vic.; Solicitor Supreme Court of Qld.: World War II, 1972–1975 High Commissioner in La Valeta. | Harold Holt                       | Mohammed Ayub Khan                     |                  |
| 20. Aug. 1968 | Lewis Harold Border        | Rawalpindi, M.V.O., 1951–1954 Del. to U.N. Geneva & Aust. High Commission New Delhi 1971: Deputy Secretary, Department of Foreign Affairs. | John Gorton                       | Mohammed Ayub Khan                     |                  |
| 20. Aug. 1970 | Francis Hamilton Stuart    | Islamabad | John Gorton                       | Agha Muhammad Yahya Khan               |                  |
| 31. Jan. 1972 | Francis Hamilton Stuart    | | Gough Whitlam                     | Zulfikar Ali Bhutto                    |                  |
| 21. Juni 1973 | Arthur Malcolm Morris      | | Gough Whitlam                     | Fazal Ilahi Chaudhry                   |                  |
| 18. Dez. 1975 | John D. Petherbridge       | 1973 Mr John Petherbridge, Australian Ambassador to Sweden, Norway and Finland, wurde am 6. Mai 1979 berufen als Geschäftsträger eine Botschaft in Seoul zu eröffnen. wurde in Neu-Delhi und Stockholm beschäftigt. Nach der Versetzung in den Ruhestand wurde er Poet. | Malcolm Fraser                    | Fazal Ilahi Chaudhry                   |                  |
| 17. Aug. 1980 | Walter Philip John Handmer | | Malcolm Fraser                    | Mohammed Zia ul-Haq                    |                  |
| 3. Mai 1984   | Ivor Gordon Bowden         | trat 1951 in den auswärtigen Dienst wurde in Saigon, Paris, Noumea, Belgrad und Hong Kong beschäftigt 1974–1977: Botschafter in Tehran, 1983: Botschafter in Den Haag. | Bob Hawke                         | Mohammed Zia ul-Haq                    |                  |
| 8. Sep. 1987  | Geoffrey John Price        | 1975–1981: High Commissioner in Singapore durch Kenneth Tim Mcdonald abgelöst | Bob Hawke                         | Mohammed Zia ul-Haq                    |                  |
| 3. Aug. 1992  | Philip Moulton Knight      | Sohn von S L Knight; 1988 High Commissioner Darussalam Brunei | Paul Keating                      | Ghulam Ishaq Khan                      |                  |
| 2. Mai 1996   | Geoffrey Charles Allen     | (* 4. Februar 1941 in Canberra) Sohn von Maisie Nea und Charles Arthur Allen, trat 1961 in die Dienste des Department of Foreign Affairs and Trade, wurde in Lagos, Rawalpindi, Seoul, Athen, Jakarta und Brüssel beschäftigt. 1983–1985 Highcommissioner to Accra (Ghana) gleichzeitig Botschafter in Dakar (Senegal), Abidjan (Elfenbeinküste), Freetown (Sierra Leone) und Banjul (Gambia). Ab 1985 war er Zeremonienmeister im australischen Außenministerium anschließend Leiter der Abteilung Amerika. Ab 5. Oktober 1989 Botschafter in Naypyidaw (Myanmar) | John Howard                       | Faruk Ahmad Khan Leghari               |                  |
| 31. Mai 2000  | Howard C. Brown            | [ 4 ] | John Howard                       | Mohammed Rafiq Tarar                   |                  |
| 16. Juli 2004 | Zorica McCarthy            | [ 5 ] | John Howard                       | Pervez Musharraf                       |                  |
| Juni 2009     | Timothy George             | [ 6 ] | Kevin Rudd                        | Asif Ali Zardari                       |                  |
| 7. Apr. 2012  | Peter Heyward              | [ 7 ] | Julia Gillard                     | Asif Ali Zardari                       |                  |